# Sexi Flexi
Sexi Flexi – dziewiąty album studyjny polskiej piosenkarki Natalii Kukulskiej wydany 9 listopada 2007 roku. Płyta powstała we współpracy z muzykami z zespołu Sistars – Planem B (Bartek Królik i Marek Piotrowski). W utworach można usłyszeć wpływy muzyki funkowej i soulowej spod znaku wytwórni Motown, muzyki pop spod znaku D-Train i Prince’a, true-schoolowy hip-hop oraz elektronikę z lat 80. XX wieku.

## Lista utworów
Opracowano na podstawie materiału źródłowego.
| CD 1 | CD 1                 | CD 1                                   | CD 1               | CD 1 |
| #    | Tytuł                | Muzyka i słowa                         | Produkcja          | Czas |
| ---- | -------------------- | -------------------------------------- | ------------------ | ---- |
| 1    | „In the Spot"        | Piotrowski, Królik, Kukulska, Urbaniak | Królik, Piotrowski | 3:43 |
| 2    | „Sexi Flexi"         | Piotrowski, Królik, Kukulska           | Królik, Piotrowski | 3:17 |
| 3    | „Taki stan"          | Piotrowski, Królik, Kukulska           | Królik, Piotrowski | 3:46 |
| 4    | „Pół na pół"         | Piotrowski, Królik, Kukulska           | Królik, Piotrowski | 3:52 |
| 5    | „If You Come My Way" | Piotrowski, Królik, Kukulska, Urbaniak | Królik, Piotrowski | 3:42 |
| 6    | „Second Chance"      | Dąbrówka, Kukulska, Królik             | Królik, Piotrowski | 3:12 |
| 7    | „In Silence"         | Kukulski, Kukulska, Urbaniak           | Królik, Piotrowski | 4:10 |
| 8    | „Each Other"         | Parker, Kukulska                       | Królik, Piotrowski | 4:07 |
| 9    | „Mała rzecz"         | Dąbrówka, Kukulska                     | Królik, Piotrowski | 3:47 |
| 10   | „I Look @ U"         | Piotrowski, Królik, Kukulska           | Królik, Piotrowski | 4:57 |
| 11   | „Fantasies"          | Piotrowski, Królik, Kukulska           | Królik, Piotrowski | 6:11 |
| 12   | „Sexi Flexi rmx"     | Królik, Piotrowski, Kukulska, Skalski  | Królik, Piotrowski | 5:07 |

| CD 2 (bonus – reedycja) | CD 2 (bonus – reedycja)        | CD 2 (bonus – reedycja)                   | CD 2 (bonus – reedycja) | CD 2 (bonus – reedycja) |
| #                       | Tytuł                          | Muzyka i słowa                            | Produkcja               | Czas                    |
| ----------------------- | ------------------------------ | ----------------------------------------- | ----------------------- | ----------------------- |
| 1                       | „Raz na jakiś czas”            | Kukulska, Dąbrówka                        | Królik, Piotrowski      | 3:25                    |
| 2                       | „Tak musiało być”              | Kukulska, Kukulski                        | Królik, Piotrowski      | 3:40                    |
| 3                       | „Sam na sam”                   | Piotrowski, Królik, Kukulska              | Królik, Piotrowski      | 4:57                    |
| 4                       | „Sexi Flexi – Envee's smthg”   | Piotrowski, Królik, Kukulska, Envee       | Królik, Piotrowski      | 4:19                    |
| 5                       | „Fantasies – Seb Skalski rmx”  | Piotrowski, Królik, Kukulska, Seb Skalski | Królik, Piotrowski      | 16:26                   |
| 6                       | „Sexi Flexi – Mado dago rmx”   | Piotrowski, Królik, Kukulska, Mado dago   | Królik, Piotrowski      | 4:27                    |
| 7                       | „Fantasies – Dustplastic rmx”  | Piotrowski, Królik, Kukulska, Dustplastic | Królik, Piotrowski      | 4:40                    |
| 8                       | „Sexi Flexi – Dustplastic rmx” | Piotrowski, Królik, Kukulska, Dustplastic | Królik, Piotrowski      | 4:48                    |
| 9                       | „Pół na pół – Envee's rmx”     | Piotrowski, Królik, Kukulska, Envee       | Królik, Piotrowski      | 5:08                    |

| DVD (bonus) |
| --- |
| 1. "Hybrydy" 2. "PKO BP London Live" 3. "Występ kameralny" 4. "MTV Cribs" 5. "VIVA COMET" 6. "O Albumie" 7. "O Piosenkach" 8. "Sesja fotograficzna" 9. "Trasa Koncertowa" |

## Twórcy
Opracowano na podstawie materiału źródłowego.

- Natalia Kukulska – wokal prowadzący, muzyka, słowa
- Marek Piotrowski – aranżacje, produkcja muzyczna, muzyka, słowa,
instrumenty klawiszowe, programowanie, mpc, talkbox
- Bartek Królik – aranżacje, produkcja muzyczna, gitara, gitara basowa, vocoder, wokal,
 muzyka, słowa, instrumenty klawiszowe, wiolonczela
- Michał Dąbrówka – perkusja
- Przemek Maciołek – gitara
- Uhahatrah – gitara
- Mika Urbaniak – wokal (utwór 1)
- Scott Parker – wokal, instrumenty klawiszowe (utwór 8)
- Patrycja Jopek – skrzypce
- Anna Kuczok – wiolonczela
- Seb Skalski – remiks (utwór 12)

## Sprzedaż
| Lista | Kraj   | Pozycja |
| ----- | ------ | ------- |
| OLiS  | Polska | 20      |